# Brian Lee
Brian Lee Harris (St. Petersburg, 26 novembre 1966) è un ex wrestler statunitense.
È noto per la sua permanenza nella Extreme Championship Wrestling, Smoky Mountain Wrestling e United States Wrestling Association con il nome di Brian Lee. Ha inoltre fatto parte della Million Dollar Corporation di Ted DiBiase, con il nome di The Undertaker (la versione "fake"), e dei Disciples of Apocalypse, sotto il nome di Chainz, e divenne il leader di questi ultimi dopo gli avvenimenti dello Screwjob di Montréal dopo che Crush, leader dei DOA, abbandonò la WWF. I suoi manager principali furono Ted DiBiase e Tammy Lynn Sytch.

## Personaggio
Mosse finali
- Cancellation (Canadian backbreaker rack drop) [1]
- Primetime Slam (Chokeslam)
- Running death valley driver
- Tombstone Piledriver (Kneeling reverse piledriver) (come "fake" The Undertaker)

Manager
- Ted DiBiase
- Downtown Bruno [2]
- Ron Fuller [3]
- James Mitchell
- Tammy Lynn Sytch

Soprannomi
- "The Bulldozer"
- "The Bulldozer for Hire"
- "The Killdozer"
- "Prime Time"
- "Underfaker" (creato dai fan)

Musiche d'entrata
- Everybody Wants You di Billy Squier (SMW, 1991–1993)
- Back in the Saddle degli Aerosmith (SMW, 1993–1994)
- Funeral March di Jim Johnston (come The Undertaker) (1994)
- Take You Under di Dale Oliver (TNA, 2002-2003)
- Train, Train dei Blackfoot (ECW, 1996–1997)

## Titoli e riconoscimenti
- Continental Wrestling Association
  - CWA Heavyweight Championship (1)
  - CWA Tag Team Championship (2) – con Robert Fuller (1) & The Grappler (1)
- Pro Wrestling Illustrated
- 476º nella lista dei 500 migliori wrestler singoli nei "PWI Years" del 2003
- Smoky Mountain Wrestling
  - SMW Beat the Champ Television Championship (2)
  - SMW Heavyweight Championship (2)
  - SMW Tag Team Championship (2) – con Chris Candido
- Southeastern Championship Wrestling
  - NWA Southeast Tag Team Championship (1) – con Jimmy Golden
- Total Nonstop Action Wrestling
  - NWA World Tag Team Championship (1) – con Slash
- United States Wrestling Association
  - USWA Heavyweight Championship (2)
  - USWA Unified World Heavyweight Championship (2)
  - USWA World Tag Team Championship (4) – con Robert Fuller (3) & Don Harris (1)
- World Class Wrestling Association
  - WCWA World Tag Team Championship (1) – con Robert Fuller
- Wrestling Observer Newsletter
  - Worst Feud of the Year (1997) vs. Los Boricuas